# Hadriaan van Nes
Hadriaan van Nes (Gorinchem, 7 augustus 1942 – Eydehavn, 9 oktober 2024) was een toproeier uit Nederland, die namens zijn vaderland eenmaal deelnam aan de Olympische Spelen. Bij die gelegenheid won hij één medaille.

## Roeien
Zijn eerste internationale optreden was in 1965 op de Europese Kampioenschappen in Duisburg, waar hij met Lex Winter en stuurman Rody Rijnders een bronzen medaille behaalde in de Twee met Stuurman. In 1966 behaalde hij eerst op de Laga Lustrum wedstrijden het gouden blik in het hoofdnummer Acht met Stuurman, en later dat jaar met Jan van de Graaff en stuurman Poul de Haan
het Wereldkampioenschap in de Twee met Stuurman. In 1967 behaalde hij met Herman Suselbeek en stuurman Rody Rijnders het Noord-Amerikaans Kampioenschap in St. Catharines in de Twee met Stuurman. 
Het jaar 1968 begon met een overwinning in het hoofdnummer van de Varsity. Bij zijn olympische optreden in 1968, bij de Spelen in Mexico Stad, won Van Nes de zilveren medaille in de Twee met Stuurman door in de finale een tijd van 8.06,80 neer te zetten. Hij deed dat aan de zijde van Rody Rijnders en Herman Suselbeek. 

## Palmares

### roeien (twee met stuurman)
- 1965:  EK Duisburg
- 1966:  WK Bled
- 1968:  OS Mexico - 8.06,80

## Persoonlijk
Hij was zoon van analiste Geertruida Johanna Thomée (dochter van voetballer Jan Thomée) en civiel ingenieur Hadriaan van Nes.
Van Nes trouwde met de Nederlandse roeister Meike de Vlas en emigreerde samen met haar naar Noorwegen. Uit dit huwelijk werden 4 dochters geboren. Het huwelijk strandde later. De Vlas overleed in oktober 2022. Hun dochter Eeke, vernoemd naar de moeder van zijn moeder, trad in hun voetsporen; zij won als roeister medailles bij onder meer de Spelen van Atlanta (1996) en de Spelen van Sydney (2000).
Van Nes overleed thuis op 82-jarige leeftijd.
Herman Suselbeek · 
Hadriaan van Nes · 
Rody Rijnders (stuurman)